# دوري جزر كوك لكرة القدم 1974
دوري جزر كوك لكرة القدم 1974 (بالإنجليزية: 1974 Cook Islands Round Cup)‏ هو موسم من دوري جزر كوك لكرة القدم. فاز فيه Titikaveka F.C. ‏.